# Olympische Winterspiele 1956/Teilnehmer (Sowjetunion)
| Gelbes Symbol für Goldmedaillen mit stilisierten Olympischen Ringen | Graues Symbol für Silbermedaillen mit stilisierten Olympischen Ringen | Braundes Symbol für Bronzemedaillen mit stilisierten Olympischen Ringen |
| ------------------------------------------------------------------- | --------------------------------------------------------------------- | ----------------------------------------------------------------------- |
| 7                                                                   | 3                                                                     | 6                                                                       |

Die Sowjetunion nahm an den VII. Olympischen Winterspielen 1956 in der italienischen Gemeinde Cortina d’Ampezzo mit einer Delegation von 53 Athleten in sechs Disziplinen teil, davon 47 Männer und 6 Frauen. Mit sieben Gold-, drei Silber- und sechs Bronzemedaillen war die Sowjetunion die erfolgreichste Nation bei den Spielen.
Fahnenträger bei der Eröffnungsfeier war der Eisschnellläufer Oleg Gontscharenko.

## Teilnehmer nach Sportarten

### Eishockey
Männer
| - Nikolai Putschkow - Grigori Mkrtytschan - Nikolai Sologubow - Dmitri Ukolow - Iwan Tregubow - Genrich Sidorenkow - Alfred Kutschewski - Jewgeni Babitsch - Wiktor Schuwalow | - Wsewolod Bobrow - Juri Krylow - Alexander Uwarow - Walentin Kusin - Juri Pantjuchow - Alexei Guryschew - Nikolai Chlystow - Wiktor Nikiforow |

- Gold

### Eisschnelllauf
Männer
- Oleg Gontscharenko
5000 m: Bronze  (7:57,5 min)
10.000 m: Bronze  (16:42,3 min)

- Rafael Gratsch
500 m: Silber  (40,8 s)

- Jewgeni Grischin
500 m: Gold  (40,2 s, Weltrekord)
1500 m: Gold  (2:08,6 min, Weltrekord)

- Robert Merkulow
1500 m: 5. Platz (2:10,3 min)

- Juri Michailow
500 m: Rennen nicht beendet
1500 m: Gold  (2:08,6 min, Weltrekord)

- Dmitri Sakunenko
5000 m: 16. Platz (8:10,5 min)

- Juri Sergejew
500 m: 4. Platz (41,1 s)

- Boris Schilkow
1500 m: 8. Platz (2:11,9 min)
5000 m: Gold  (7:48,7 min, olympischer Rekord)

- Wladimir Schilykowski
10.000 m: 16. Platz (17:17,6 min)

- Boris Jakimow
5000 m: 19. Platz (8:12,6 min)
10.000 m: 7. Platz (16:59,7 min)

- Boris Zybin
10.000 m: 9. Platz (17:03,4 min)

### Nordische Kombination
- Leonid Fjodorow
Einzel (Normalschanze/15 km): 10. Platz (429,500)

- Nikolai Gussakow
Einzel (Normalschanze/15 km): 7. Platz (432,300)

- Uno Kajak
Einzel (Normalschanze/15 km): 26. Platz (409,100)

- Juri Moschkin
Einzel (Normalschanze/15 km): 13. Platz (426,600)

### Ski Alpin
Männer
- Gennadi Tschertischtschew
Abfahrt: disqualifiziert
Riesenslalom: 55. Platz (3:48,9 min)

- Alexander Filatow
Abfahrt: 16. Platz (3:16,6 min)
Riesenslalom: 33. Platz (3:27,8 min)
Slalom: 30. Platz (4:09,5 min)

- Wjatscheslaw Melnikow
Slalom: disqualifiziert

- Juri Scharkow
Riesenslalom: 46. Platz (3:41,8 min)
Slalom: disqualifiziert

- Sergei Schustow
Abfahrt: disqualifiziert

- Wiktor Taljanow
Abfahrt: 21. Platz (3:26,5 min)
Riesenslalom: 52. Platz (3:45,2 min)
Slalom: 24. Platz (3:56,1 min)

Frauen
- Alexandra Artjomenko
Abfahrt: 14. Platz (1:51,1 min)
Riesenslalom: 44. Platz (4:04,5 min)
Slalom: disqualifiziert

- Jewgenija Sidorowa
Abfahrt: 37. Platz (1:59,8 min)
Riesenslalom: 40. Platz (2:31,3 min)
Slalom: Bronze  (1:56,7 min)

### Skilanglauf
Männer
- Nikolai Anikin
15 km: 7. Platz (50:58 min)
4 × 10 km Staffel: Gold  (2:15:30 h)

- Wiktor Baranow
50 km: 7. Platz (3:03:55 h)

- Minnewali Galijew
15 km: 18. Platz (52:49 min)

- Pawel Koltschin
15 km: Bronze  (50:17 min)
30 km: Bronze  (1:45:45 h)
50 km: 6. Platz (2:58:00 h)
4 × 10 km Staffel: Gold  (2:15:30 h)

- Wladimir Kusin
15 km: 10. Platz (51:36 min)
30 km: 5. Platz (1:46:09 h)
4 × 10 km Staffel: Gold  (2:15:30 h)

- Anatoli Scheljuchin
30 km: 4. Platz (1:45:46 h)
50 km: 5. Platz (2:56:40 h)

- Fjodor Terentjew
30 km: 6. Platz (1:46:43 h)
50 km: Bronze  (2:53:32 h)
4 × 10 km Staffel: Gold  (2:15:30 h)

Frauen
- Anna Kaaleste
10 km: 9. Platz (40:29 min)

- Alewtina Koltschina
10 km: 4. Platz (38:46 min)
3 × 5 km Staffel: Silber  (1:09:28 h)

- Ljubow Kosyrewa
10 km: Gold  (38:11 min)
3 × 5 km Staffel: Silber  (1:09:28 h)

- Radja Jeroschina
10 km: Silber  (38:16 min)
3 × 5 km Staffel: Silber  (1:09:28 h)

### Skispringen
- Juri Moschkin
Normalschanze: 34. Platz (184,0)

- Nikolai Schamow
Normalschanze: 16. Platz (201,0)

- Koba Zakadse
Normalschanze: 30. Platz (185,0)